# Stadio Vanni Sanna
Lo stadio Vanni Sanna è il principale impianto sportivo all'aperto di Sassari.
Ha una capienza di 7480 posti (che potrebbero essere addirittura aumentati) ma la sua capienza attuale è di 6 145 posti . La struttura ospita le partite casalinghe della Torres maschile che milita nel campionato di Serie C. Fino al 2019 ospitava le partite della Torres Femminile e in passato ha ospitato gli incontri interni del Latte Dolce, la seconda squadra cittadina.

## Storia
La Società per l'Educazione Fisica Torres nacque nel 1903 e dall'anno successivo si stabilì in un'area periferica nel futuro quartiere Porcellana, riadattando un capannone adibito a falegnameria come palestra e allestendo il proprio campo polisportivo all'aperto. All'alba degli anni Venti arrivò però lo sfratto a causa della pianificata costruzione di un presidio ospedaliero. I dirigenti trovarono un'alternativa in zona via Molino a vento, alla periferia opposta. I proprietari, una famiglia di Nulvi residente a Milano, lo concedettero a un prezzo di favore, ma nell'atto di vendita una clausola obbligò che il terreno non avrebbe dovuto essere cementificato e avrebbe potuto ospitare esclusivamente impianti sportivi, pertanto l'affare si chiuse a 80 mila lire.
Nel maggio 1921 venne così posata la prima pietra alla presenza del Re d'Italia Vittorio Emanuele III di Savoia, che scoprì anche una lapide, unico elemento superstite dell'impianto originario, con i nomi degli atleti della polisportiva torresina caduti sul fronte durante la Grande guerra. L'inaugurazione avvenne il 27 maggio 1922, data scelta in coincidenza con la visita a Sassari del principe Umberto, figlio del Re che presenziò l'anno prima. Fu l'erede al trono a tagliare il nastro del campo, che poi assistette al primo tempo di una partita di calcio tra le squadre della sezione calcistica e i militari del 45º Reggimento fanteria "Reggio", di stanza in città, oltre a un saggio di 200 ginnasti, per poi spostarsi in centro per altre visite istituzionali.
Il suo primo nome è stadio Torres, a sottolineatura della proprietà privata dell'impianto, successivamente modificato negli anni settanta in stadio Acquedotto, per via della palazzina dell'acquedotto cittadino presente all'ingresso. Pur essendo privato, negli anni ospitò, oltre alle partite casalinghe della Torres anche tutti i principali eventi sportivi disputatisi in città, dalle manifestazioni di atletica leggera, quando la pista era ancora agibile, alle corse ciclistiche fino alle partite di calcio delle altre società maschili e femminili cittadine, nonché gli eventi extrasportivi quali anche una visita di Papa Giovanni Paolo II. Negli anni Settanta la società rossoblu andò in seria crisi finanziaria e per rientrare dai debiti fu costretto a vendere l'impianto al Comune di Sassari, il quale è tuttora il proprietario.
Il 22 agosto 2001, a due mesi dalla sua morte, lo stadio venne intitolato a Giovanni Sanna detto Vanni, calciatore originario di Alghero che nella sua carriera militò nella Torres prima come giocatore, poi come allenatore e ebbe anche ruoli da direttore sportivo.
Nel corso della sua storia vennero eseguite sommarie manutenzioni ordinarie ma mai una progressiva ristrutturazione: la pista d'atletica andò in disuso e venne poi smantellata, ma anche le tribune e le curve subirono gli effetti del tempo. L'impianto infatti originariamente poteva ospitare circa 12 000 e l'ultimo evento con una partecipazione quasi totale fu l'incontro di Serie C1 2005-2006 tra la Torres e il Napoli, al tempo nobile decaduta in terza serie, che vide sugli spalti 9 900 spettatori circa. Progressivamente, anche a causa delle più ristrette misure di ordine pubblico e di agibilità, diversi settori vennero chiusi facendo scendere la capienza massima anche a soli 2000 spettatori.
Il 17 dicembre 2020 è stato raggiunto un accordo tra la società torresina e il Comune. Essa, con durata pari a 15 anni (più 5 anni suppletivi) prevede che la Torres si faccia carico di tutti gli oneri di conduzione. Il progetto di riqualificazione dello stadio consta di una spesa complessiva di oltre 660 mila euro a carico della società, di cui 184 mila con garanzia fideiussoria del Comune di Sassari tramite Credito Sportivo. I lavori riguardano in una prima fase la urgente messa in sicurezza dello stadio e successivamente la realizzazione di infrastrutture inserite in un contesto di fruibilità completa che prevede l’apertura progressiva di tutti i settori dello stadio.
La proprietà insediatasi nel 2021 ha iniziato i lavori allestendo un nuovo manto erboso e ristrutturando la tribuna centrale coperta con la sostituzione dei seggiolini a formare i simboli societari (le croci e la torri), la Curva Nord e soprattutto la gradinata opposta rendendola nuovamente agibile portando così la capienza a 6100 spettatori circa, e infine i bagni e i servizi.

## Attività sportive

### Calcio
La struttura ospita da sempre le partite casalinghe della squadra di calcio maschile della Torres, che attualmente milita nel campionato di Serie C ed è la massima categoria raggiunta dalla formazione sassarese. Lo stadio ha ospitato fino al 2019 anche le gare della Torres Femminile, che in questo impianto è stata capace di vincere 7 Scudetti, 8 Coppe Italia e 7 Supercoppe Italiane. Al Vanni Sanna furono disputati anche gli incontri di UEFA Women's Champions League delle ragazze sassaresi nonché un'amichevole nel 1993 della nazionale femminile dell'Italia contro la Svezia. Il Vanni Sanna ha poi ospitato le partite del Latte Dolce, seconda squadra cittadina dell'omonimo quartiere per le sue partite casalinghe nelle diverse stagioni in cui ha militato nel campionato nazionale di Serie D. Nel 1989 ospitò anche una partita di beneficenza tra le vecchie glorie della Torres e la Nazionale italiana cantanti.

### Altri sport
Dagli anni Trenta agli anni Sessanta la pista d'atletica era agibile e utilizzata dalla sezione di atletica leggera della SEF Torres e lì corsero diversi velocisti azzurri come Abdon Pamich, ma su di essa passarono anche diversi ciclisti (e cicliste come Alfonsina Strada, unica donna ad aver mai partecipato a un Giro d’Italia maschile) e più avanti altri che parteciparono alla Sassari-Cagliari e al Giro di Sardegna. Vennero poi anche effettuate bizzarre corse come gare tra struzzi e una con Tonino Siddi, olimpionico torresino che sfidò un cavallo, perdendo di poco. All'esterno dell'impianto sono poi presenti i campi da tennis in terra rossa sempre appartenenti alla polisportiva che i campi da tennis in terra rossa nati contestualmente al resto dell’impianto che ospitarono incontri internazionali negli anni Sessanta con Sergio Tacchini e Nicola Pietrangeli e soprattutto gli spareggi della Coppa Davis 1999 per rimanere nel gruppo mondiale tra Italia e Finlandia, terminata 3-2 azzurri di Paolo Bertolucci..

## Attività extracalcistiche
Sul terreno di gioco non vennero organizzate solo manifestazioni sportive, ma anche altri eventi cittadini richiedenti grandi spazi, tra tutti i concerti. Il 18 agosto 1987, si tenne quello degli Spandau Ballet, nel 1989 toccò a Vasco Rossi e il 28 agosto 1991 allo stadio si esibì anche Fabrizio De André. Nel 1994, ospitò Sting, accompagnato dai Tazenda. Nell'agosto 1995 a distanza di un paio di giorno ci furono il concerto dei Litfiba e quello di Pino Daniele. Nel 2006, lo stadio ha ospitato il concerto di Luciano Ligabue con supporto dei Finley e Rio, ex gruppo di Marco Ligabue. Il 1º agosto 2023, anche il gruppo inglese Placebo si è esibito nello stadio di Sassari.
Oltre agli eventi musicali, il 19 ottobre 1985 ospitò l’omelia di Papa Giovanni Paolo II, che durante la visita pastorale in città tenne una solenne celebrazione sul palco allestito dalla parte della tribuna coperta di fronte a oltre 20 mila fedeli, concedendosi poi un giro a bordo della papamobile lungo la vecchia pista di atletica della Torres, ormai dismessa da tempo e asfaltata proprio per l’occasione. Dalla fine degli anni Cinquanta, l'Acquedotto venne periodicamente scelto come punto d’arrivo della sfilata in costume della Cavalcata sarda e in alcuni casi, negli anni Settanta e Ottanta, come campo per il giuramento delle reclute della Brigata Sassari.
| Data              | Artista           | Tour                      | Spettatori |
| ----------------- | ----------------- | ------------------------- | ---------- |
| 18 agosto 1987    | Spandau Ballet    |                           | N.D.       |
| 27 luglio 1988    | Eros Ramazzotti   |                           | N.D.       |
| 29 settembre 1989 | Vasco Rossi       | Liberi liberi Tour (1989) | N.D.       |
| 27 agosto 1991    | Fabrizio De André | Tour 1991                 | N.D.       |
| 23 settembre 1994 | Tazenda, Sting    | Ten Summoner's Tales      | 20 000     |
| 21 agosto 1995    | Litfiba           | Spirito Tour 1995         | N.D.       |
| 23 agosto 1995    | Pino Daniele      | Tour 1995                 | N.D.       |
| 17 settembre 1996 | Claudio Baglioni  | Tour Giallo Elettrico     | N.D.       |
| 3 agosto 2002     | Luciano Ligabue   | LigaLive                  | 15 000     |
| 30 luglio 2006    | Luciano Ligabue   | Nome e cognome tour 2006  | 10 000     |
| 1º agosto 2023    | Placebo           |                           | 4 500      |

## Struttura

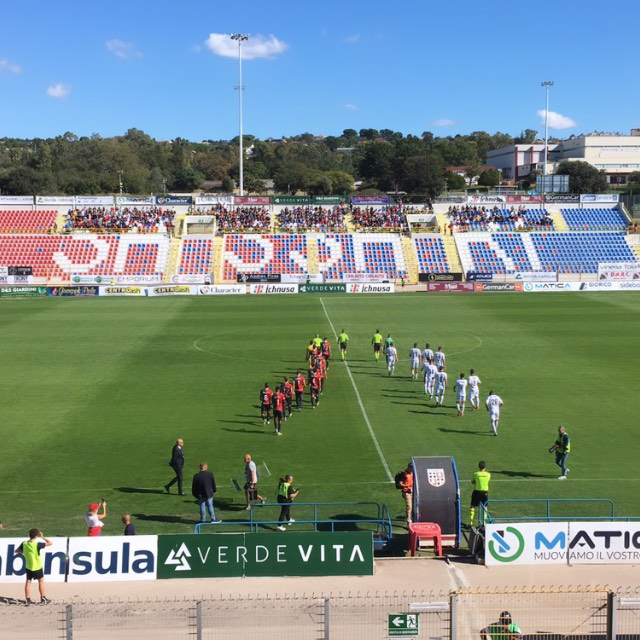
Vista della Gradinata nell'ottobre 2022, pochi mesi dopo l'installazione dei seggiolini in quel settore. La sezione inferiore è attualmente inagibile e non accessibile al pubblico.

Lo stadio è a pianta ovale con tribune in cemento armato, tutte scoperte eccezion fatta per la Tribuna principale che presenta una copertura metallica. Al di sotto della tribuna centrale sono presenti i locali spogliatoi e diversi ambienti utilizzati dalla società calcistica. La pista d'atletica, ormai in disuso, venne rimossa e asfaltata in occasione della visita del pontefice Giovanni Paolo II negli anni '80. All'esterno è presente il circolo della sezione tennistica della polisportiva torresina e la cosiddetta Palazzina dell'Acquedotto, che diede origine al nome dell'impianto con il quale ancora è conosciuto, e con al suo interno la sede societaria.
Secondo il bando comunale per la convenzione tra l'ente e il gestore, la capienza massima è di 7 480 posti così suddivisi:
- Tribuna coperta: 3 597 posti, di cui 2 114 agibili
- Gradinata: 1 734 posti, al tempo inagibile
- Curva Nord: 1 401 posti
- Curva Sud: 748 posti, di cui 525 agibili, adibita a settore ospiti.

Al 2020 pertanto la capienza omologata è di 3 908 posti. Nel ottobre 2023 successivamente ai primi lavori di manutenzione partiti nel 2022 è stata aperta parte della Gradinata e 7 file della Gradinata bassa e tutta la Curva Nord che ha innalzato la capienza a 4 999 spettatori ed è in corso la ristrutturazione per l'utilizzo completo dell'impianto.
Nel retro della Gradinata è presente anche un piccolo campo da calcio a 8 in erba sintetica, dedicato al settore giovanile. L'impianto sportivo del tennis consta di sei campi in terra battuta, con un campo centrale dotato di tribune per una capienza totale di 1 000 posti.

## Collocazione
Lo stadio è facilmente raggiungibile attraverso i mezzi urbani dell'ATP Sassari con la linea 8 (la quale parte dalla Stazione di Sassari) e dalla CS (Circolare Sinistra) alla fermata Piazzale Segni.
In auto è raggiungibile dalla SS 131, da cui bisogna prendere l'uscita per Viale Italia, svoltare a destra in Via Parigi, e subito a sinistra in Via Washington; arrivati all'altezza del Comando Carabinieri, occorre girare a destra subito prima della rotatoria e percorrere via Verona e via Milano proseguendo sempre dritti al semaforo e alle successive due rotatorie; alla terza rotatoria svoltare in via Vardabasso: all'incrocio con Via Carlo Felice percorrere dritti la rotatoria e successivamente svoltare a sinistra. Si arriva infine in Piazzale Segni, dove si trova un ampio parcheggio.